# 長尾町 (香川県)
長尾町（ながおちょう）は、かつて香川県の東部にあった町。大川郡に属していた。通勤率は高松市へ26.1%、三木町へ6.3%、志度町へ5.9%（いずれも平成12年国勢調査）。
現在のさぬき市昭和、造田乙井、造田是弘、造田野間田、造田宮西、多和、長尾西、長尾東、前山、長尾名に当たる。

## 歴史
- 1890年（明治23年）2月15日 - 町村制施行に伴い、寒川郡長尾東村・長尾西村・長尾名村・前山村の区域を以て長尾村が成立。
- 1899年（明治32年）4月1日 - 大川郡の所属となる。
- 1915年（大正4年）11月10日 - 町制施行し長尾町となる。
- 1943年（昭和18年）9月19日 - 九州・西日本一帯に集中豪雨。町内にあった長尾劇場が倒壊するも人的被害なし[2]。
- 1950年（昭和25年）3月14日 - 町内に昭和天皇の戦後巡幸。長尾小学校校庭を長尾町奉迎場として昭和天皇を迎えた[3]。
- 1955年（昭和30年）4月1日 - 大川郡多和村と新設合併し、改めて長尾町が発足。
- 1956年（昭和31年）9月16日 - 大川郡造田村と新設合併し、改めて長尾町が発足。
- 1959年（昭和34年）1月1日 - 木田郡三木町大字井戸の一部を長尾町井戸として編入。同月15日に井戸を昭和に改称。
- 2002年（平成14年）4月1日 - 大川郡津田町・大川町・志度町・寒川町と新設合併し、さぬき市が発足。同日長尾町廃止。

なお、さぬき市となった一部の町の名前は、大字に冠する形で残されたが、長尾町は一部の大字（西、東、名）に「長尾」が冠されたほかは、地名として残されなかった。

## 交通
- 高松琴平電気鉄道長尾線長尾駅
- 道の駅ながお